# 孙武镇
孙武镇是中国山东省滨州市惠民县下辖的一个镇。

## 行政区划
孙武镇下辖南关南居委会、南关中居委会、南关北居委会、南门居委会、城隍庙居委会、胡家居委会、东关居委会、东门居委会、大王营居委会、察院街居委会、鼓楼居委会、北门居委会、北关居委会、西北街居委会、西门居委会、西南街居委会、西关居委会、文化街居委会、关帝庙居委会、城北姜村、辛庄村、花园村、孙武村、昭家村、高贾田村、小崔家村、高官村、大崔家村、曾赵村、吴家花园村、黑楼村、翟家村、王范公村、李和睦村、银子刘村、刘德玉村、王道仁村、马周村、仁胡村、程家村、阎家堤口村、刘皮村、袁候村、城东傅村、马家堤口村、骆家村、尹家村、左家村、郝家村、后王村、前王家村、俎宋村、新何村、王瓜刘村、大孙村、娄家村、刘安庄村、李仲条村、朱老虎村、大袁庄村、小于村、大于村、贾家台村、吕家台村、后娘娘坟村、张田村、马龙池村、刘玉亭村、李玉畔村、房家村、苏赵村、后齐村、新法刘村、王牛村、高庙村、小崔村、小杜村、李景全村、张茂亭村、水萝卜赵村、大朱村、沙河杨村、台子崔村、小屯村、屯吴村、甜水井村、东信村、西信村、簸箕刘村、张博孙村、花家堡村、钓马杨村、省屯村、王辛庄村、赵奢孟村、王家集村、堤上李家村、王茂神村、王铁锅村、王平还村、大李村、小郑村、苏李村、李封候村、台子陈村、南史家村、南小张村、高家村、郭尹二村、陈候村、十里堡村、堡马村、堡徐村、水波杨村、堡武村、小王村、城北肖村、兖家村、鹁鸽孙村、小阎家村、小孔家村、陈王村、桃王村、城北于家村、南曹家村、盖前村、盖后村、南邓家村、冯家庙村、马虎村、东成家村、端刘村。